# محمد بن آدم الهروي
أبو المظفر محمد بن آدم بن كمال الهروي '.

## مؤلفاته
تُنسَب إليه المؤلفات التالية:
- «شرح ديوان الحماسة».
- «شرح ديوان المتنبِّي».
- «شرح الإصلاح».
- «شرح أمثال أبي عبيد».